# تجمع حسى يزيد (المضاربة والعارة)

تعديل مصدري - تعديل

تجمع حسى يزيد هي إحدى قرى عزلة العارة بمديرية المضاربة والعارة التابعة لمحافظة لحج، بلغ تعداد سكانها 143 نسمة حسب تعداد اليمن لعام 2004.